# Путч генералов
Путч генералов (фр. Putsch des généraux) — вооружённый мятеж французских частей, расквартированных в Алжире, против политики президента де Голля, направленной на предоставление Алжиру независимости. Путчисты не смогли правильно скоординировать свои действия, в результате чего они были разгромлены, а их руководители арестованы.

## Предпосылки мятежа
К концу 1950-х годов постепенно стало понятно, что Франция теряет Алжир. Неспособность генералов справиться с ФНО, все увеличивающийся масштаб экономического кризиса и, наконец, усталость французского общества от войны все более и более приближали уход Франции из Северной Африки. Даже де Голль, в начале своего триумфального возвращения во власть заявивший «Алжир — французская земля отныне и навсегда», постепенно склонялся к идее предоставления Алжиру независимости при сохранении его в сфере влияния Франции. Однако в данном случае в отличие от Марокко и Туниса ситуация была несколько иной. В Алжире проживало около полутора миллионов переселенцев из метрополии и для них уход французской армии означал, что они останутся беззащитными перед ФНО, и вызывал реальные опасения за сохранность их жизней и имущества. Помимо переселенцев, недовольство политикой де Голля выражали также и многие высшие армейские чины, которые рассматривали де Голля как предателя — ведь именно при их поддержке он в 1959 году стал президентом. И в январе 1961 в Мадриде в качестве своеобразного ответа на проведенный де Голлем референдум о самоопределении Алжира основывается Секретная армейская организация (ОАС). Ещё раньше военные и гражданские «ультрас» начали подготовку путча. Мозговым центром мятежа был полковник Антуан Арго, весной 1961 дезертировавший из армии и перешедший на нелегальной положение. В заговоре участвовали генералы Шалль, Зеллер, Жуо и Салан, полковники Годар и Робэн, а также ряд других высокопоставленных военных. На совещании 8 апреля было решено готовить путч одновременно и в Алжире, и во Франции.

## Развитие путча
В ночь с 21 на 22 апреля путчисты начали операцию по захвату основных объектов в Алжире, которая была возложена на 1-й парашютный полк Иностранного легиона. К двум часам ночи были заняты мэрия, дворец генерал-губернатора и аэропорт. Командование частями, сохранившими верность де Голлю, принял на себя вице-адмирал Кервилль, командующий ВМС Франции в Средиземном море. Однако полковник Годар блокировал танками здание адмиралтейства и командующему пришлось бежать на сторожевом катере в Оран. Кроме того, было захвачено здание центрального комиссариата полиции, а комиссар Фашо был арестован.
22 апреля в 2 часа 10 минут де Голль получил известие о том, что в Алжире начался мятеж, которым командует отставной генерал-майор Морис Шалль, и столица департамента захвачена. По тревоге были подняты все полицейские силы метрополии, а адмирал Кабанье получил приказ привести в боевую готовность части французского флота, базирующиеся в Тулоне. Утром в ходе операции по аресту капитана Филиппа де Сен-Реми полиция обнаружила ещё несколько высокопоставленных мятежников и в частности генерала Фора, командовавшего силами путчистов в метрополии. Также были обнаружены бумаги, на основании которых было арестовано около 130 человек. Это позволило свести на нет все усилия путчистов по захвату Парижа.
23 апреля в Алжир из Испании прибыл один из главных руководителей ОАС — отставной генерал армии Рауль Салан. Четверо генералов сразу распределили между собой обязанности — Шалль стал командующим вооруженными силами путчистов, Жуо отвечал за организацию снабжения и перевозок, в ведении Зеллера находились экономические и финансовые вопросы, Салан взял под контроль гражданскую администрацию и связь с населением. В 15 часов 30 минут части под командованием Зеллера вошли в Константину и заставили генерала Гуро, командира расквартированного в ней армейского корпуса, примкнуть к путчистам. В Париже в этот день ОАС провела несколько терактов — в 3 часа взрыв в аэропорту Орли, позже — на Лионском и Аустерлицком вокзалах. В 20 часов с обращением к нации по радио выступил Шарль де Голль. В нём он резко осудил путч и призвал использовать все средства для того, чтобы остановить его.
Свыше 12 миллионов человек в знак протеста против действий генералов объявили всеобщую забастовку, сопровождавшуюся массовыми демонстрациями и митингами протеста. Тогда же де Голль ввел в действие статью 16 конституции, предоставившую ему неограниченные права.
На следующий день, 25 апреля, в Париж вошла 16-я пехотная дивизия генерала Гастинэ. Из Германии были вызваны преданные правительству части. Тем временем, рано утром, отряд парашютистов под командованием полковника Леконта на 14 грузовиках отправился на базу французских ВМС в Мерс-эль-Кебир с целью захвата лояльного де Голлю адмирала Кервилля. Операция закончилась неудачей. После этого путчисты постепенно эвакуировались из Орана и вслед за ними в город вошли верные правительству подразделения 12-й пехотной дивизии под командованием генерала Перрота. Стало ясно, что путч окончился провалом. Шалль решил прекратить борьбу. 26 апреля в 0:45 парижское радио передало: «Экс-генерал Шалль сообщил правительству о своем намерении отдаться в руки правосудия». Перед своим арестом Шалль передал Жуо 300 тысяч франков для продолжения подпольной борьбы. Утром специальный военный самолёт доставил его в тюрьму «Сантэ», где позже к нему присоединился также сдавшийся генерал Зеллер.
220 офицеров были освобождены от командования, 114 привлечены к ответственности. Все подразделения, принимавшие участие в путче, были расформированы. Всего в отставку ушло около тысячи офицеров, не принявших политику правительства или солидаризировавшихся с путчистами, то есть 3 % действующих офицеров французской армии.

## Суд над путчистами
Военный трибунал приговорил Шалля и Зеллера к 15 годам заключения. Но уже в 1968 оба были освобождены по амнистии. Салан и Жуо некоторое время находились на нелегальном положении, однако в 1962 также были арестованы и приговорены — Салан к пожизненному заключению, а Жуо к смертной казни, но также попали под амнистию. В ноябре 1982 все генералы были восстановлены в кадрах армейского резерва.
Менее значительные участники путча были освобождены раньше:
- Пьер-Мари Биго освобожден в 1965.
- Жак Фор, представитель путчистов в Париже, освобождён в 1966.
- Мари-Мишель Гуро, командир армейского корпуса в Константине, освобожден в 1965.
- Жан-Луи Нико, генерал-майор авиации, освобожден в 1965.
- Андре Пети освобожден в 1964.